# Meysam Johari
Meysam Johari (ur. 21 września 1985 r.) – irański wioślarz.

## Osiągnięcia
- Mistrzostwa Świata – Poznań 2009 – czwórka podwójna – 13. miejsce[1].